# Tor Tolstrup
Tor Tolstrup Rasmussen (født 23. maj 1938, død januar 2025) var en dansk journalist, tidligere chefredaktør og administrerende direktør.
Efter at have været journalist i en årrække blev Tor Tolstrup informationschef i Provinsbanken. Herfra blev han i 1981 hentet til Jyllands-Posten som erhvervsredaktør, idet ledelsen ønskede at opprioritere avisens erhvervsdækning.
I 1985 blev han forfremmet til chefredaktør for avisen. Han forlod posten efter otte år for i 1993 at blive avisens korrespondent i Japan. Her virkede han til 1997, hvor han vendte hjem og var med til at etablere JP's forlagsbrands. Da forlagene indgik i JP's fusion med Politiken, JP/Politikens Hus, i 2004, vendte han tilbage til journalistikken som Asien-kommentator, seniorkorrespondent og lederskribent. I disse år virkede han også som DR's Orienterings Japan-kommentator. Samtidig fungerede han fra 2003 som administrerende direktør for JP Holding og indtrådte i 2002 i bestyrelsen for Jyllands-Postens Fond.

Tor Tolstrup var far til dj'en Kjeld Tolstrup, der i 2011 døde i en alder af 45 år.